# Uta Motschmann
Uta Motschmann (* 1955 in Lichtenstein/Sa.) ist eine deutsche Germanistin.

## Leben
Uta Motschmann studierte Germanistik in Jena und Leipzig und promovierte 1983 zum Dr. phil. Seit 1982 war sie wissenschaftliche Mitarbeiterin an der Akademie der Wissenschaften der DDR, seit 1992 in der Berlin-Brandenburgischen Akademie der Wissenschaften. Dort war sie an der Edition des Briefwechsels von Christoph Martin Wieland bis 2003 beteiligt, danach am Projekt Berliner Klassik. Eine Großstadtkultur um 1800.

## Publikationen (Auswahl)
Uta Motschmann veröffentlichte einige Editionen zur Kultur- und Literaturgeschichte des 18. und 19. Jahrhunderts, besonders über Berlin. Dazu verfasste sie Artikel und Aufsätze zu diesen und weiteren Themen.
als Herausgeberin
- Wielands Briefwechsel, 8 Teilbände, 1992–2005
- Handbuch der Berliner Vereine und Gesellschaften 1786–1815. De Gruyter, Berlin/Boston 2015 Informationen Auszüge
- Handbuch der Berliner Vereine und Gesellschaften 1786–1815. Supplement. De Gruyter, Berlin/Boston 2016

als Autorin
- Literatur- und Gesellschaftskritik in Friedrich Maximilian Klingers Feendichtung, Dissertation, Leipzig 1983
- Schule des Geistes, des Geschmacks und der Geselligkeit. Die Gesellschaft der Freunde der Humanität (1797–1861). Hannover 2009